# Michaił Frołow
Michaił Fiodorowicz Frołow, Михаил Федорович Фролов (ur. 13 listopada 1897 r. w stanicy Nowoczerkaskaja w Rosji, zm. 11 lipca 1930 r. w Litomyšlu w Czechosłowacji) – rosyjski wojskowy (esauł), emigracyjny publicysta i działacz kozacki.
Ukończył gimnazjum, a następnie kozacką szkołę wojskową w Nowoczerkasku. Brał udział w I wojnie światowej. Walczył z bolszewikami w czasie wojny domowej w Rosji. Wiosną 1920 r. w stopniu esauła został zastępcą dowódcy 42 pułku kawalerii Kozaków dońskich. Podczas odwrotu Armii Dońskiej w kierunku Kaukazu pułk odłączył się od niej, po czym wszedł w skład korpusu gen. Nikołaja E. Bredowa, operującego na południowej Ukrainie. Korpus przekroczył granicę z Polską, gdzie rosyjscy żołnierze zostali internowani. Esauł M. F. Frołow na czele większości swojego pułku przyłączył się natomiast do Armii Czynnej Ukraińskiej Republiki Ludowej. Poprzysiągł, że wraz z Ukraińcami i Polakami będzie prowadził walkę z bolszewikami. Jego pułk został nazwany samodzielnym pułkiem Kozaków dońskich, zaś sam M. F. Frołow dostał stopień pułkownika. Walczył w składzie 2 Ukraińskiej Dywizji Piechoty płk. Ołeksandra Udowyczenki.
Po zawarciu między Polską i Rosją Sowiecką traktatu ryskiego w 1921 r., pułk M. F. Frołowa został rozbrojony. On sam zamieszkał w Warszawie. Prowadził nielegalną działalność antysowiecką zmierzającą do budowy niezależnego państwa kozackiego. Po pewnym czasie wyjechał do Pragi, gdzie przystąpił do grupy działaczy kozackich, którzy 10 grudnia 1927 r. utworzyli Ruch Wolnokozacki. Redagował wraz z inżynierem Ihnatem A. Biłym organ prasowy Ruchu pismo "Вольное Казачество - Вильне Козацтво". Zaangażował się wraz ze swoich środowiskiem w działalność ruchu prometejskiego, zostając członkiem warszawskiego Klubu "Prometeusz". Z powodu złego stanu zdrowia zrezygnował po pewnym czasie z działalności polityczno-publicystycznej.